# اچ‌ام‌اس تراکر (پی۲۷۴)
اچ‌ام‌اس تراکر (پی۲۷۴) (به انگلیسی: HMS Tracker (P274)) یک کشتی است که طول آن 20.8 m (68 ft 3 in) می‌باشد. این کشتی در سال ۱۹۹۸ ساخته شد.